# Lary (Sängerin)
Lary, bürgerlich Larissa Sirah Herden (* 20. Juni 1986 in Gelsenkirchen), ist eine deutsche Sängerin, Songwriterin, Schauspielerin und Musikproduzentin.

## Leben
Lary wurde als Tochter eines Briten jamaikanischer Abstammung und einer Deutschen in Gelsenkirchen geboren. Nach der Trennung ihrer Eltern und der Rückkehr ihres Vaters nach London wuchs sie bei ihrer Mutter in Gelsenkirchen auf. Nach dem Abitur studierte sie Medien- und Kulturwissenschaften an der Heinrich-Heine-Universität Düsseldorf. Danach lebte sie in New York, bevor sie nach Berlin ging.
Ende 2008 trat Lary zusammen mit Nelson Müller in daheim + unterwegs des WDR auf und nahm mit Tim Bendzko im Studio auf. Mit Curse arbeitete sie bei der Erstellung des Albums Freiheit zusammen, Mitte 2012 veröffentlichte sie mit Chima den Song Kleinigkeiten. Angelehnt an die Neue Deutsche Welle (NDW) bezeichnet sie ihre Musik als Future Deutsche Welle (FDW). Jan Delay verbreitete seinerzeit ihr erstes online gestelltes Musikvideo Bedtime Blues ohne sie persönlich zu kennen. Auch Flo Mega wurde auf sie aufmerksam und verpflichtete sie als Supporting Act.
Weiter bekannt wurde Lary durch die Förderung des BR-Musikmagazins Startrampe. Ihr erster bekannter Song trug den Titel System. Im Jahr 2013 wurde Lary von der Konzertagentur Four Artists unter Vertrag genommen und trat bei zwei Festivals als Supporting Act der Fantastischen Vier auf. Die EP mit dem Titel LARYsays erschien 2013 bei dem Label Chimperator Department.
Am 7. September 2014 gewann Lary als erste Solokünstlerin den mit 10.000 Euro dotierten New Music Award der jungen Radiostationen für den Sender Radio Fritz. Neun Jugendradiowellen der ARD hatten je eine Musikgruppe aus ihrem jeweiligen Sendegebiet nominiert. Die Preisverleihung war abschließender Höhepunkt der fünftägigen Berlin Music Week. Als Support-Act begleitete sie Ende 2014 und Anfang 2015 die Fantastischen Vier auf deren Rekord-Tour.
Im Jahr 2015 wirkte sie als Gastsängerin auf der Single So wie du bist aus dem Album Mama von MoTrip mit. Das Lied erhielt im Februar 2023 eine Goldene Schallplatte für über eine Million verkaufte Einheiten in Deutschland, damit zählt es zu den meistverkauften Rapsongs sowie den meistverkauften Singles des Landes der 2010er Jahre.
Mit dem Lied Bedtime Blues trat sie am 29. August 2015 beim Bundesvision Song Contest 2015 für Berlin an. Ihr zweites Studioalbum Hart fragil erschien Mitte 2018, gefolgt von zwei Deutschland-Tourneen.
Im Film Wach gab sie 2018 ihr Schauspieldebüt. In der zweiten Staffel der Serie Bad Banks ist Lary seit 2020 an der Seite von Paula Beer und Albrecht Schuch als Coderin Hannah Ward zu sehen. Außerdem spielte sie zusammen mit Jonathan Berlin im Kurzfilm Jung Fragil, der 2020 seine Premiere auf dem „European Film Award Qualifying“-Festival in Riga feierte. Sie spielte in der ARD-Mockumentary Player of Ibiza eine Hauptrolle.
2020 war sie Jurorin in der 12. Staffel der Castingshow Dein Song.
Nach ihrer Zeit in Berlin zog Lary nach Paris.

## Diskografie

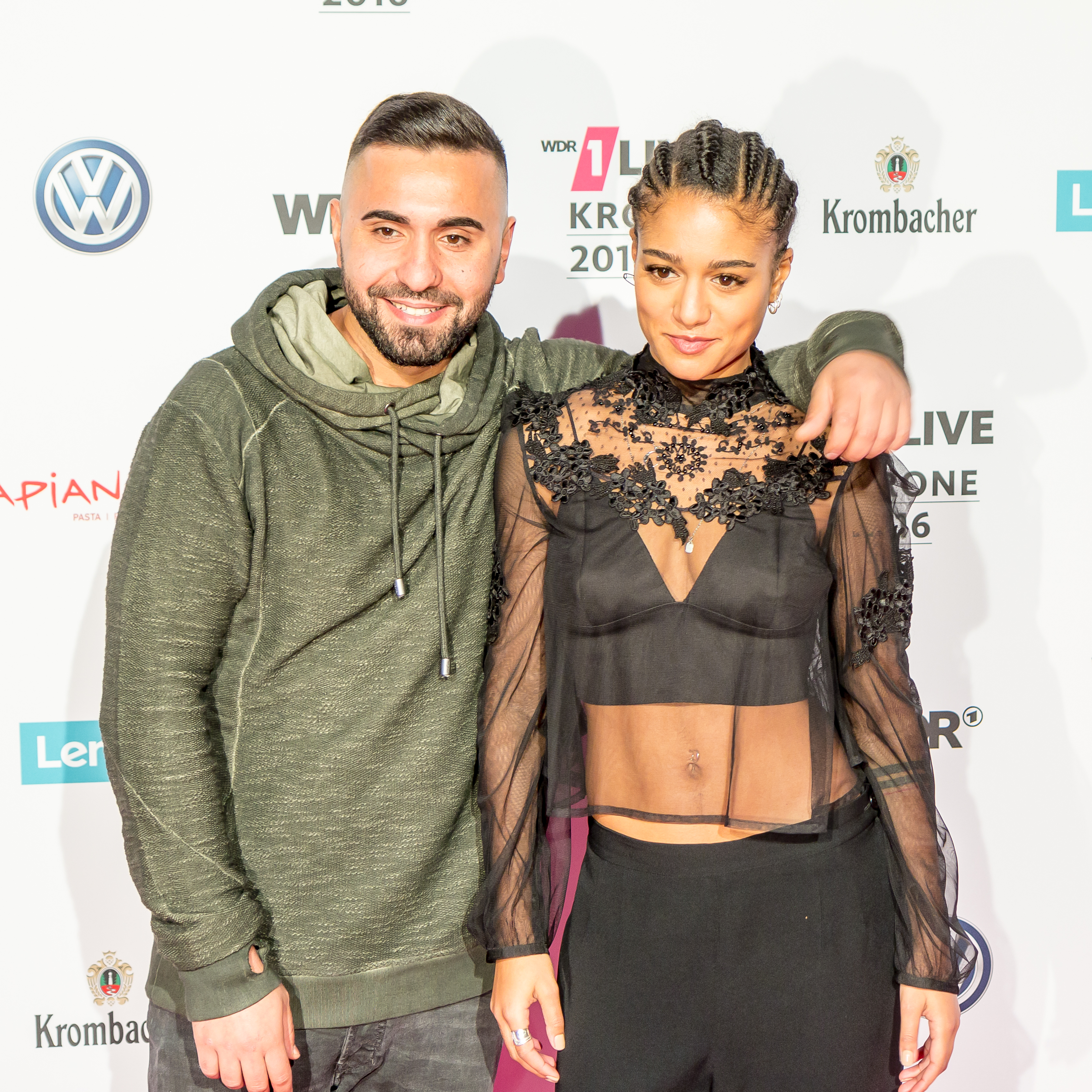
Lary (r.) und MoTrip (l.) bei der 1 Live Krone (2016)

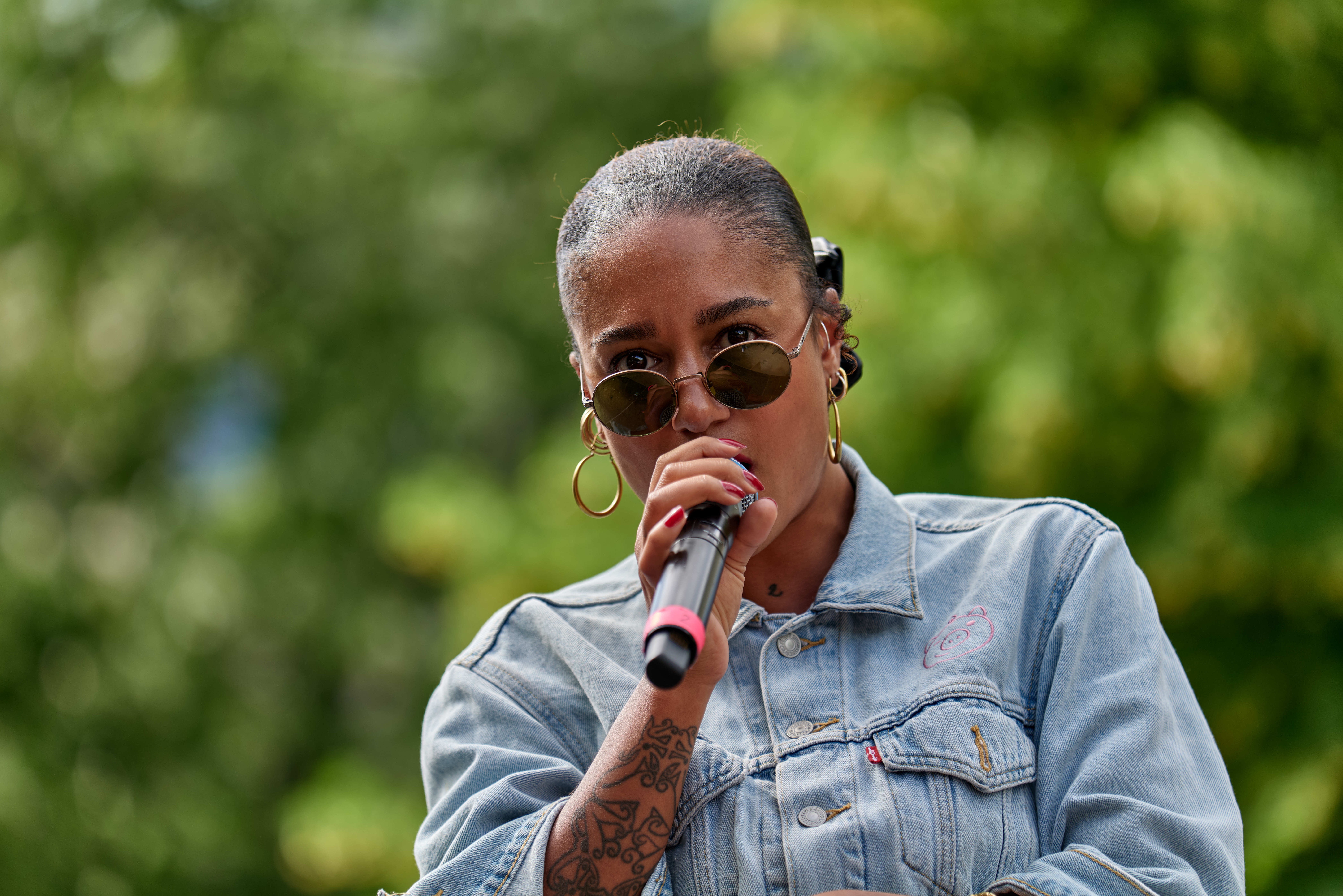
Auftritt bei einer Demonstration von Fridays for Future vor der Europawahl 2024.

### Alben
- 2014: Future Deutsche Welle
- 2018: Hart fragil[27]
- 2024: Stereo noir

### EPs
- 2013: Lary Says

### Singles
- 2013: System
- 2013: Sirenen
- 2014: Jung & Schön
- 2014: Problem
- 2014: Kryptonit
- 2015: Propeller
- 2015: Bedtime Blues
- 2017: Lieblingssongs (mit Olson)
- 2018: Das neue Schwarz
- 2018: Mond
- 2018: Sand (feat. MoTrip)
- 2020: Taxi
- 2021: Zeit
- 2021: Puxxy
- 2021: Krieger
- 2023: All I Want for Christmas (feat. Patrice)
- 2024: Junge
- 2024: Stella
- 2024: Sinn (feat. Patrice)
- 2024: Draussen

### Gastbeiträge
- 2012: Kleinigkeiten (Chima feat. Lary)[28]
- 2015: So wie du bist (MoTrip feat. Lary)
- 2015: Junimond (Lena feat. Lary)[29]
- 2018: Ok (Namika feat. Lary)
- 2021: Tür’n Knall’n (Jan Delay feat. Lary)
- 2022: Sonne (Harris feat. Lary)

## Auszeichnungen
- 2014: New Music Award

## Filmografie (Auswahl)
- 2018: Wach
- 2020: Bad Banks
- 2020: Jung Fragil
- 2021: Loving Her
- 2021: Immer der Nase nach
- 2022: King of Stonks (Fernsehserie)
- 2022: The Magic Flute – Das Vermächtnis der Zauberflöte
- 2023: Conti – Meine zwei Gesichter
- 2023: Para – Wir sind King (Fernsehserie)
- 2024: Player of Ibiza (Mockumentary)
- 2025: Parallel Me (Fernsehserie, 8 Folgen)

## Belege
1. 1 2  Chartquellen: DE AT CH
2. ↑  Auszeichnungen für Musikverkäufe: DE
3. ↑  Lary. discogs.com
4. ↑  larissa sirah loves latitude femme (Memento vom 28. Juni 2013 im Webarchiv archive.today) shusta-berlin.blogspot.de, 24. Juni 2010.
5. ↑  Lary als Geheimtipp von RTL 2 Now, 7. Januar 2013.
6. ↑  Nana Heymann: Newcomerin Lary: „Morgen früh gehört die Welt wieder mir“. In: tagesspiegel.de. 3. September 2014, abgerufen am 28. März 2017.
7. ↑  Nelson Müller & Larissa Sirah – Have Yourself A Merry Little Christmas (live). WDR, 22. Dezember 2008.
8. ↑  Larissa Sirah & Nelson Müller (live). WDR, 22. Dezember 2008.
9. ↑  Noah Becker hat eine neue Freundin. OK! Magazin, 6. Mai 2013.
10. ↑  „Lary System“, Eins Live, 3. April 2013.
11. ↑  Bandporträt // Lary: Schon immer ein bisschen One-Man-Show (Memento vom 13. Juli 2013 im Internet Archive), puls, 27. Mai 2013.
12. ↑  Future Deutsche Welle, Eins Live, 19. Mai 2013.
13. ↑  Startrampe Staffel 13 – Das sind die neuen Bands (Memento vom 22. Juni 2013 im Internet Archive), puls, 17. Mai 2013.
14. ↑  Lary – System [Video]. (Memento vom 14. Juni 2013 im Internet Archive) Splash! Mag, 19. März 2013
15. ↑  Four Artists nimmt Lary unter Vertrag  (Seite nicht mehr abrufbar, festgestellt im August 2018. Suche in Webarchiven) Four Artists, 19. Juni 2013.
16. ↑  Post. In: Larys Facebook-Seite.
17. ↑  Gewinnerin des New Music Award 2014: Lary. 7. September 2014, abgerufen am 29. Juli 2024.
18. ↑  Sängerin Lary gewinnt New Music Award. Der Standard, 8. September 2014
19. ↑  Amazon.de
20. ↑  fourartists.com (Memento vom 22. August 2015 im Internet Archive)
21. ↑  Die Fantastischen Vier - Zweiter Teil der Rekord-Tour gestartet. 10. Januar 2015, abgerufen am 29. Juli 2024.
22. ↑  Gold-/Platin-Datenbank. In: musikindustrie.de. Bundesverband Musikindustrie, Februar 2023, abgerufen am 16. Februar 2023.
23. ↑  Young, Fragile | RIGA IFF. Abgerufen am 17. Mai 2021 (amerikanisches Englisch).
24. ↑  Gelsenkirchenerin übernimmt Hauptrolle in neuer Serie. Westdeutsche Allgemeine Zeitung, 27. April 2024, abgerufen am 27. April 2024
25. ↑  KiKA - Lary. KiKA-Kinderkanal von ARD und ZDF, 27. Januar 2020, abgerufen am 2. März 2020.
26. ↑  Der Pop-Star dieser Stadt: „Gelsenkirchen ist mein Kern“ . Westdeutsche Allgemeine Zeitung, 27. April 2024, abgerufen am 27. April 2024
27. ↑  Lary: Zwischen Melancholie und Leidenschaft. (Memento vom 3. August 2018 im Internet Archive) Stern, 20. Juli 2018 (dpa).
28. ↑  Kritik zum Album Stille von Chima Popshot.over-blog.de, 5. Juli 2012; abgerufen am 26. August 2015.
29. ↑  Unser größter Lena-Fan, FloMG erlebte den gestrigen Tag so. MTV Live Sessions, 26. Juli 2015.

| Personendaten    | Personendaten                                                 |
| ---------------- | ------------------------------------------------------------- |
| NAME             | Lary                                                          |
| ALTERNATIVNAMEN  | Lary Lou (Pseudonym); Herden, Larissa Sirah (wirklicher Name) |
| KURZBESCHREIBUNG | deutsche Sängerin, Songschreiberin und Model                  |
| GEBURTSDATUM     | 20. Juni 1986                                                 |
| GEBURTSORT       | Gelsenkirchen, Deutschland                                    |